# Sebastian Weyer
Sebastian Weyer (4 dicembre 1997) è uno speedcuber tedesco specializzato nella categoria 4x4x4.
Inizia a competere come speedcuber nel 2010 e durante la sua carriera ha battuto vari record e ottenuto ottimi piazzamenti nei tornei mondiali in particolare nella sua specialità ossia il 4x4x4.

Nel 2017 batte il record mondiale di velocità nel 4x4x4 con il tempo medio di 23,03 secondi al German Big Cube Open 2017 con i tempi di (20,66)  (34,08)  22,75 22,55 23,79.
È inoltre il detentore del titolo mondiale del 4x4x4 conquistato al World Rubik's Cube Championship 2017 di Parigi battendo Bill Wang e Feliks Zemdegs con i tempi di 24,06	27,79 19,79 20,61 DNF ottenendo una media di 24,15.

## Record Mondiali
| Evento | Tipo    | Tempo (minuti:secondi) | Posizione mondiale | Posizione europea |
| ------ | ------- | ---------------------- | ------------------ | ----------------- |
| 3x3x3  | Singolo | 4.83                   | 20th               | 8th               |
| 3x3x3  | Media   | 6.44                   | 15th               | 3rd               |
| 4x4x4  | Singolo | 17.42                  | 2nd                | 1st               |
| 4x4x4  | Media   | 21.46                  | 2nd                | 1st               |
| 5x5x5  | Singolo | 41.72                  | 9th                | 2nd               |
| 5x5x5  | Media   | 45.80                  | 7th                | 2nd               |
| 6x6x6  | Singolo | 1:21.68                | 7th                | 2nd               |
| 6x6x6  | Media   | 1:27.19                | 6th                | 2nd               |